# Góry Karkaralińskie

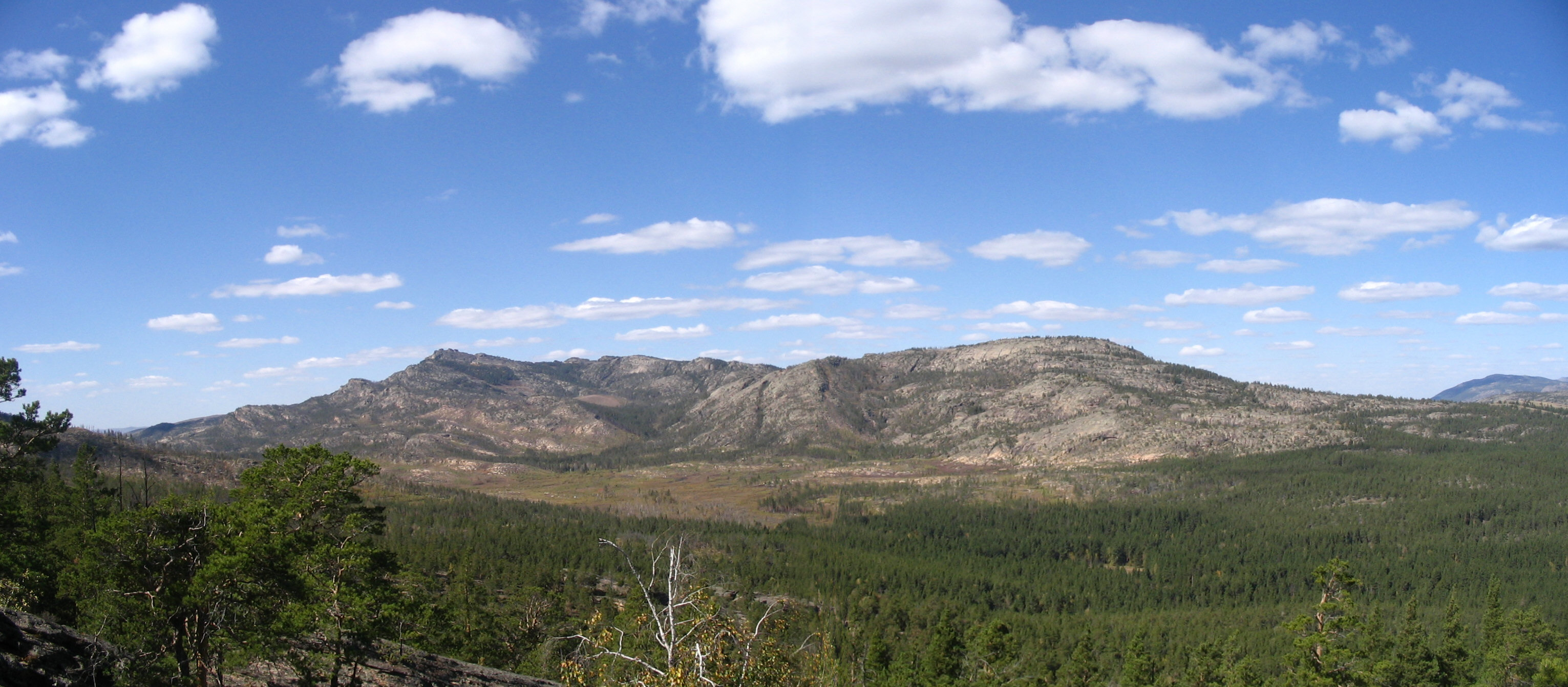
widok na Karkaraliński Park Narodowy

Góry Karkaralińskie (kaz. Қарқаралы таулары, Karkarały taulary; ros. Каркаралинские горы, Karkaralinskije gory) – masyw górski w Kazachstanie na Pogórzu Kazachskim. Najwyższy szczyt ma wysokość 1403 m n.p.m. 
Masyw zbudowany jest głównie z granitów, porfirytów i kwarcytów. Zbocza są poprzecinane dolinami i wąwozami. Dominują lasy sosnowe i roślinność stepowa. Występują złoża rud polimetalicznych.